# 우문헌
우문헌(宇文憲, 544년 ~ 578년)은 중국 남북조 시대 북주(北周)의 황족이며, 자는 비하돌(毗賀突)이다. 우문태(宇文泰)의 5번째 아들이자 우문육(宇文毓), 우문각(宇文覺), 우문옹(宇文邕)의 이복동생이다.

## 생애
북주(北周)가 건립되자 표기대장군(驃騎大將軍) 및 개부의동삼사(開府儀同三司)에 임명되었으며, 우문육(宇文毓)이 제위에 오르자 대장군(大將軍)으로 승진하였다. 이후 559년 16세의 나이로 제국공(齊國公)에 봉해졌으며, 익주총관(益州總管)이 되어 촉(蜀) 지방에 부임하였다.
이후 564년 돌궐(突厥)의 요청으로 울지형(尉遲逈), 달해무(達奚武)와 함께 북제(北齊)를 공격하였으며, 망산(邙山)에 주둔한 뒤 낙양(洛陽)으로 진격하였다. 하지만 곡률광(斛律光)에게 패배했으며, 569년 의양(宜陽)을 포위했으나 분북(汾北)을 확보한 곡률광에게 다시 한 번 패하였다.
그 뒤 우문태(宇文泰)가 사망하자 실권을 잡게 된 우문호(宇文護)의 신뢰를 얻었으며, 572년 우문호가 우문옹(宇文邕)에게 주살된 뒤 우문직(宇文直)의 견제를 받았으나 계속 신임을 받아 대총재(大冢宰)를 제수받은 뒤 574년 제왕(齊王)으로 봉해졌다.
이후 575년 북제의 여양(黎陽)을 침공하여 많은 전공을 세웠으나 우문옹이 병으로 몸져누워 회군했으며, 576년 주수(主帥)로 임명되어 북제와의 싸움을 지휘하였다. 진양(晋陽)에서 고연종(高延宗)과 대치했을 당시 후퇴하라는 지시를 내린 우문옹을 제지했으며, 북제의 멸망 후 고효형(高孝珩)이 반란을 일으키자 양견(楊堅)과 함께 이를 진압하였다.
그 뒤 578년 우문옹이 사망한 뒤 우문윤(宇文贇)이 제위에 오르자 우문윤의 시기를 받아 반란을 꽤했다는 혐의로 35세의 나이에 주살당했으며, 시호는 양(煬)이다.